# Pseudotangia sponsa
Pseudotangia sponsa är en insektsart som beskrevs av Metcalf 1938. Pseudotangia sponsa ingår i släktet Pseudotangia och familjen Tropiduchidae. Inga underarter finns listade i Catalogue of Life.